# Steve Davis
Steve Davis, OBE (22 de agosto de 1957) é um ex-jogador profissional de snooker. É inglês e foi campeão do mundo por seis vezes. Ganhou mais títulos enquanto profissional do que qualquer outro jogador.
A época de maior êxito de Davis foi a década de 1980, quando foi o número um do snooker mundial durante sete anos e atingiu oito finais do campeonato mundial de snooker. É dele o primeiro break de 147 pontos e tornou-se o primeiro milionário do snooker. Era tal o seu domínio na época que um dito popular afirmava que Davis aparecia mais na televisão do que o primeiro-ministro.
Embora já não ganhe títulos importantes desde 1997, Davis continuou a jogar snooker em grande nível, permanecendo na elite do top-16 praticamente de forma irregular.
Em 17 de abril de 2016, Steve Davis anunciou a sua retirada numa emissão da BBC durante o Campeonato Mundial de Snooker de 2016, afirmando que a sua derrota frente a Fergal O'Brien nas rondas qualificatórias fora o seu último jogo como profissional.

Venceu o prémio BBC Sports Personality of the Year em 1988.

## Torneios ganhos

### Para o ranking
- Campeonato mundial de snooker - 1981, 1983, 1984, 1987, 1988, 1989
- Grand Prix - 1985, 1988, 1989
- British Open (snooker) - 1986, 1993
- Players Championship - 1983, 1984, 1987, 1988, 1989
- Thailand Masters- 1992
- Campeonato britânico de snooker - 1980, 1985, 1986, 1987
- Welsh Open - 1994, 1995
- Classic - 1984, 1987, 1988, 1992
- European Open - 1993

### Outros triunfos importantes
- Masters - 1982, 1988, 1997 (último grande título)

- Scottish Masters - 1982, 1983, 1984
- Irish Masters - 1983, 1984, 1987, 1988, 1990, 1991, 1993, 1994